# Aleksej Oktjabrinovič Balabanov
Aleksej Oktjabrinovič Balabanov, sovjetski in ruski filmski režiser, scenarist, producent, * 25. februar 1959, Sverdlovsk, ZSSR, † 18. maj 2013, Sestroreck, Sankt Peterburg, Rusija.
Je eden od ustanoviteljev filmske družbe STV (СТВ).
Režiser filmov Brat(Брат) in Brat 2(Брат 2), pa tudi drugih manj znanih del, med drugim  Vojna(Война),  Me ne boli(Мне не больно), Tovor 200, Morfij(Морфий), Kurjač(Кочегар). Dobitnik nagrade Nika za režijo pri filmu O nakazah in ljudeh(Про уродов и людей).

## Zgodnja biografija
Rojen 25. februarja 1959 v Sverdlovsku. Balabanov je svojo družino štel med "nomenklaturo". Njegov oče je bil Oktjabrin Sergejevič  (1930-2008), novinar, scenarist in glavni urednik poljudnoznanstvenih filmov v Filmskem Studiu Sverdlovsk. Mati Inga Aleksandrovna, zdravnica, profesorica, direktorica Sverdlovskega raziskovalnega inštituta za balneologijo in fizioterapijo. Imela je poljske, ukrajinske in moldavske korenine in pogosto potovala v tujino. Bila je poslanka mestnega sveta Sverdlovska in je dobro poznala družino Borisa Jelcina. Balabanov se je spomnil, da je v 8. razredu skupaj z očetom obiskal dačo takratnega ministra za kulturo Ruske republike blizu Moskve in je bil tako navdušen, da se je hotel poročiti z njegovo hčerko.V letih 1966-1976 se je Aleksej Oktjabrinovič učil na srednji šoli št. 2. Med počitnicami je vsako poletje hodil na obisk k sorodnikom po materini strani v Odesso in Izmail. Leta 1981 je diplomiral prevajalstvo v Gorkem.
Leta 1980 je bil Balabanov izbran v skupino študentov za trimesečno jezikovno prakso v Združeno kraljestvo in preživel en semester v Manchestru. Da bi lahko potovali v tujino, so mladi opravili 6 ali 7 izbirnih stopenj izbora, vključno z intervjujem v centralnem komiteju. Pred vrnitvijo v Sovjetsko zvezo so Balabanov in njegovi sošolci prišli v London na dvotedenske počitnice.
Leta 1981 je bil vpoklican v sovjetsko vojsko s činom poročnika (služil je v aviaciji kot tolmač).  Udeležil se je vojne v Afganistanu. Ta izkušnja se je odrazila v filmu Tovor 200. Malo pred zaključkom služenja leta 1983 je bil premeščen v mornarico. Od takrat je bilo njegovo najljubše oblačilo mornariška majčka z rokavi(тельняшка).

### Ustvarjalna kariera
Štiri leta je delal kot asistent režije v Sverdlovskem filmskem studiu. Leta 1990 je diplomiral na oddelku za režijo. 
26-letni Balabanov je leta 1985 na Uralu posnel svoj prvi igrani film. Scenarij filma je bil napisan v eni noči. Ta nizkoproračunski film je bil posnet v restavraciji. V filmu je nastopila skupina Nautilus Pompilius, katere glasba je kasneje zaznamovala filma Brat. V svojem debiju in v vsakem naslednjem filmu je Balabanov vključeval tudi amaterske igralce, da je dosegel najbolj naravno in prepričljivo utelešenje vsakdanjih peripetij svojih likov skozi umetniške podobe.
Od leta 1990 je Balabanov živel in delal v Sankt Peterburgu. Leta 1992 je skupaj s producentom Sergejem Seljanovom ustanovil filmsko podjetje STV, preko katerega je posnel večino svojih filmov.
Režiserjeva prva dva celovečerna filma, Srečni dni(Счастливые дни, po motivih Samuela Becketta) in Grad(Замок, prirejen po romanu Franza Kafke), sta se odlikovala po nepozabni vizualni zasnovi in spretnem prenosu občutka absurdnosti in klavstrofobije v skladu z njunim literarnim virom. Vendar je šele film Brat Balabanovu prinesel pravi uspeh. Film je postal eden kultnih ruskih filmov devetdesetih let prejšnjega stoletja, glavni igralec Sergej Bodrov mlajši pa je bil imenovan za junaka generacije.
Leta 1998 je Balabanov režiral film O nakazah in ljudeh po scenariju, ki ga je napisal pet let prej, a ga zaradi pomanjkanja sredstev ni mogel uresničiti. Kljub kontroverzni tematiki(film pripoveduje o producentih pornografije v Ruskem imperiju) je bil film nagrajen z nagrado Nika za najboljši film. Leta 2000 je Balabanov posnel Brat 2, nadaljevanje Brat, ki se dogaja v Moskvi in Združenih državah Amerike . Film Vojna se dogaja na severnem Kavkazu med drugo čečensko vojno.
Leta 2002, ko se je zrušil ledenik Kolka v Severni Osetiji, je umrla snemalna ekipa skupaj z igralcem Sergejem Bodrovom mlajšim. Balabanov je sodeloval pri pripravi filma in skupaj z Bodrovom izbral lokacije za snemanje na prostem. Zaradi prijateljstva z Bodrovom in ekipo je ta dogodek režiserja za vedno prizadel. Sam je odkrito razlagal, da se je tudi njegovo življenje končalo tisti dan. To se je kasneje odražalo v njegovih težavah z alkoholom.
Balabanov je snemal filme večinoma po lastnih scenarijih. V letu 2005 in 2006 pa je posnel dva "lažja" filma po scenarijih drugih ljudi. Producent  Sergej Seljanov ga je skušal z njima odvleči od gorja, ki ga je sprožila nesreča.
V naslednjem filmu Tovor 200 je avtor realistično prikazal črno plat pozne sovjetske realnosti med afganistansko vojno. S svojim nazornim prikazom  strašne in krute plati človeške narave je marsikje našel nerazumevanje in je zato bil v mnogih mestih Rusije umaknjen iz distribucije. Kasneje je bil posnet film z naslovom Kurjač(Кочегар) o jakutskem veteranu iz Afganistana. Film pripoveduje zgodbo o maščevanju malih ljudi.

Skupno je Balabanov posnel 14 igranih filmov - ne da bi pri tem upoštevali ljubiteljske in dokumentarne filme  .

### Osebno življenje in smrt
Prva žena je Irina. Sin je Fjodor Balabanov, ekonomist po izobrazbi. 
Druga žena je Nadežda Vasilieva, kostumografinja Lenfilma. Balabanov jo je spoznal med delom na filmu Grad. Njun sin je Peter Balabanov(rojen leta 1995)
18. maja 2013 je Aleksej Balabanov umrl v 55 letu zaradi srčnega zastoja v sanatoriju v mestu Sestroreck(blizu Sankt Peterburga).

## Knjige
- Балабанов / Аркус, Л. Ю., Кувшинова, М. Ю., Шавловский, К. Б.. — Сеанс, 2013. — 368 с. — ISBN 978-5-905586-08-8
- Мария Кувшинова. Балабанов. — СПб.: Сеанс, 2015. — 192 с. — 3000 экз. — ISBN 978-5-905669-17-0
- Фредерик Х. Уайт. Бриколаж режиссёра Балабанова. — Нижний Новгород: ДЕКОМ, 2016. — 240 с. — («Имена»). — 1000 экз. — ISBN 978-5-89533-357-0

## Povezave
- Članki o Alekseju Balabanovu na spletni strani revije "Seance"
- Аркус Л. »Алексей Балабанов«. Проект «Чапаев» журнала «Сеанс». Pridobljeno 2. maja 2020.